# Taken in Broad Daylight
Taken in Broad Daylight is een Amerikaanse televisiefilm uit 2009,
opgenomen tussen 22 september en 18 oktober 2008 in het Canadese Winnipeg.

## Verhaal
Op de dag dat de 17-jarige Anne Sluti wordt toegelaten tot de hogeschool wordt ze op het parkeerterrein van het
plaatselijke winkelcentrum met geweld in Tony Zappa's SUV gesleurd. Omdat het op
klaarlichte dag gebeurt zijn er getuigen en zijn de familie en de politie snel op de hoogte.
Zappa, die Anne ontvoerde omdat hij niet langer alleen wilde zijn, doorkruist intussen drie Amerikaanse staten
met het meisje. Onderweg logeren ze in leegstaande huizen. Anne mag twee keer telefoneren en ze wisselen de SUV in
voor een stationwagen. Op die momenten laat Anne aanwijzingen achter voor de politie.
Daardoor zit de politie hen op de hielen en op een avond omsingelen ze het huis waar Tony en Anne verblijven.
Tony denkt dat ze hem zullen neerschieten en weigert zich over te geven. Anne kan hem echter overtuigen samen naar buiten te gaan en zijn wapen neer te leggen. Daarop loopt ze weg en kan Tony overmeesterd worden.

## Rolbezetting
| Acteur             | Personage     | Opmerkingen                                 |
| ------------------ | ------------- | ------------------------------------------- |
| Sara Canning       | Anne Sluti    | ontvoerde                                   |
| James Van Der Beek | Tony Zappa    | ontvoerder                                  |
| Adriana O'Neil     | Diane Sluti   | Anne's moeder                               |
| Brian Edward Roach | Tom Sluti     | Anne's broer                                |
| LeVar Burton       | Mike Timbrook | politierechercheur en vriend van de familie |
| Alexandra Castillo | Reynolds      | FBI-agente                                  |
| Nancy Drake        | mevrouw Zappa | Tony's grootmoeder die hem grootbracht      |